# Prefix telefonic 480 (Statele Unite ale Americii)
Harta de alături este interactivă; dacă plasați cursorul pe o anumită zonă a unui prefix telefonic, puteți accesa direct pagina dedicată acelui prefix (dacă aceasta există).
Prefixul telefonic 480 nord-american face parte din cele folosite în Canada și Statele Unite ale Americii fiind unul din cele cinci prefixe telefonice (alături de 520, 602, 623 și 928) folosite în statul Arizona.
Prefixul telefonic 480, conform originalului din engleză area code 480, este un prefix al statului Arizona, care a fost realizat prin divizarea fostului Area code 602 simultan în trei prefixe 480, 602 și 623 la 1 aprilie 1999, datorită creșterii explozive a populației zonei metropolitane Phoenix din anii 1990.
Astfel, zonele de vest, respectiv jumătatea vestică a nordului Phoenix-ului au devenit 623, zonele din extremitatea estică, precum și Ahwatukee, cartierul situat la sud de South Mountain, au devenit 480, în timp ce orașul Phoenix propriu-zis și partea centrală a zonei metropolitane au rămas 602.
Prefixul telefonic 480 cuprinde integral orașele Apache Junction, Chandler, Fountain Hills, Gilbert,  Mesa, Paradise Valley, Scottsdale, Tempe,  precum și nord-estul orașului Phoenix, respectiv cartierul Ahwatukee, aflat la sud de South Mountain, la care se adaugă zone și comunități niciodată încorporate din partea extrem nord-vestică ale comitatului Pinal, care încep să devină parte a Zonei Metropolitane Phoenix datorită dezvoltării urbane explozive din ultimii 15 - 20 de ani.
| Prefixele telefonice ale statului american Arizona sunt 480, 520, 602, 623 și 928. | Prefixele telefonice ale statului american Arizona sunt 480, 520, 602, 623 și 928. | Prefixele telefonice ale statului american Arizona sunt 480, 520, 602, 623 și 928. |
| ---------------------------------------------------------------------------------- | ---------------------------------------------------------------------------------- | ---------------------------------------------------------------------------------- |
|                                                                                    | Nord 623, 928                                                                      |                                                                                    |
| Vest 602, 928                                                                      | Prefixul telefonic 480                                                             | Est 520, 928                                                                       |
|                                                                                    | Sud 520                                                                            |                                                                                    |